# 皇家騎士團2
《皇家騎士團2》是Quest在1995年10月6日於超級任天堂平台上發售的戰略角色扮演遊戲。故事劇情主要是描述島國瓦雷利亞上三個民族的種族紛爭而演變成的內戰，以少數民族沃爾斯塔的少年德尼姆為主角，敘述他如何平息戰爭的故事。遊戲中會因玩家的選擇分為多種路線，相應也有著多個結局。
在《Fami通》雜誌上多次舉辦、由玩家票選的「由讀者選出的TOP20」的超級任天堂遊戲中，本作是唯一一部位列榜上未曾掉出榜單的遊戲。小說家宮部美幸是本作的著名粉絲，本人曾表示有通關內部高難度關卡「死者宮殿」十五次的紀錄。
遊戲後移植或重製於多個平台，其中2011年PlayStation Portable版以《皇家騎士團 命運之輪》為題發行。
史克威爾艾尼克斯於2022年8月4日宣布以命運之輪版為基礎，將本作進行次世代優化後，定名為《皇家騎士團2：重生》搬上任天堂Switch、PlayStation 4、PlayStation 5與WINDOWS平台上，在2022年11月11日（PC版為同年11月12日）發售。

## 遊戲系統
本作以瓦雷利亞群島為大地圖，玩家指揮的部隊在島上各處據點進行移動，並以佔領特定據點（劇情戰鬥）為主，來推動遊戲劇情的進行。戰鬥都具有特定勝利條件，一般都是「擊破敵方首領」或「消滅所有敵人」，反之若在劇情戰鬥中主角德尼姆被打倒，或是在非主線劇情中我方角色全滅的話就會GAME OVER。
特定據點有時會有複數的關卡必須攻略，需要連續進行戰鬥，這時部隊成員的HP會繼承上一場的狀態延續下去（重製版的命運之輪則改為會恢復至全盛狀態）。
為了彰顯與前作的不同，Quest開發了當時由他們獨自研究出的HERMIT遊戲引擎，引入了高度與面對方向的概念，還能將高度與不同種類的面板進行自動處理，能用較少的資料量構成關卡的三次元地圖。其影響包括像是在高處的單位能延長弓箭的射程，位於低處的單位有時會因為高低差的緣故無法攻擊到高處的目標。受此影響，本作中以用弓箭射擊的單位相對強勢，反之需要接近戰的單位則相對被弱化。
戰鬥中是用Non-Alternate Turn System來決定單位的行動順序，並不像其他戰略遊戲那樣是以回合制來進行，而是以角色數值中的「WT」來判定人物的行動順序。WT值是以人物的職業、AGI值和裝備的重量的補正來判斷的。
所有角色都具有屬性的設定（在命運之輪中被廢除），分為地水火風，風與地、水與火是相互剋制的關係。在攻擊與防禦上會有對應的補正或削弱，若是裝備同屬性的武器或使用同屬性的魔法會有額外的加成效果。但裝備相反屬性的武具或使用相反屬性的魔法，則會相應的有所減弱。
角色還有思想傾向的設定，主要分為崇尚秩序與規則的Law，追求自由與理想的Chaos，和較柔軟與客觀的Neutral。與前作用來單純表示善惡這點不同，在本作裡會影響角色可以轉換的職業，以及對特定天氣的耐性等等。遊戲裡絕大多數的角色傾向是固定的，只有德尼姆、卡秋婭、維斯會因為玩家選擇的劇情路線而有所變化。

### 結局
結局的判定是以「遊戲通關時卡秋婭生存與否」來決定的，主要分為通稱GOOD END的「卡秋婭繼承王位統一了瓦雷利亞」和「卡秋婭死亡，德尼姆成為瓦雷利亞的統治者但之後遭到暗殺」的BAD END兩種，還有一種特殊結局是德尼姆並未被暗殺、卡秋婭死亡，德尼姆的騎士團在三個民族的評價值都超過30分以上。

## 開發
本作是皇家騎士團系列的第二部作品、1993年於超級任天堂上發售的遊戲《皇家騎士團》的續作，在遊戲製作人松野泰己的構想中，本作為他在大學時期所創作的塞提基內亞神話第一到第八章中的第七章，但遊戲系統與前作沒有太大的關聯性。
故事劇情主要是描述島國瓦雷利亞上三個民族的種族紛爭而演變成的內戰，以少數民族沃爾斯塔的少年德尼姆為主角，敘述他如何平息戰爭的故事。遊戲中會因玩家的選擇分為多種路線，相應也有著多個結局。
製作人松野泰己是以過去自己曾親眼見證過的南斯拉夫內戰裡的種族屠殺為原型，以日本人不熟悉的種族紛爭為主，將種族對立設定為本作的主題。
遊戲中的三個民族從外觀上來看並無明顯的差異，松野表示三個民族的差異是從發源地、生活習慣、宗教、政治、歷史等方面而形成的。

### 版本差異
- 世嘉土星版：主要角色有搭配聲優，在劇情事件中會出聲。
- PlayStation Portable版：在Quest被史克威爾艾尼克斯收購後，由Quest時期的原製作團隊為主，原製作人松野泰己以外援身分協助（松野當時已離開SE社），在2010年11月11日以《皇家騎士團 命運之輪》為標題發售的重製版，補充了當時SFC版來不及添加的部分劇情與重繪角色、與更改了部分人物的設定。

## 評價
- 超級任天堂版在遊戲雜誌《Fami通》的Cross Review裡，本作獲得了34分（滿分40）的高分而進入金殿堂[30][31]。評審對遊戲系統有著極高的評價，但也對為了提升人物等級而頻繁使用的訓練模式給予了否定的態度。
- 世嘉土星版《Fami通》的Cross Review裡，本作獲得了30分（滿分40）的分數進入銀殿堂[32]。
- PlayStation版《Fami通》的Cross Review裡，本作獲得了31分（滿分40）的分數進入銀殿堂[33]。
- PlayStation Portable版復刻版的命運之輪在《Fami通》的Cross Review裡，本作獲得了36分（滿分40）的分數進入白金殿堂[34]。

### 銷售量
|      |          |          | 發售區域           | 發售區域 | 發售區域 | 發售區域 |        |
| 平台 | 發售年分 | 版本     | 日本               | 美國     | 歐洲     | 總計     | 備註   |
| ---- | -------- | -------- | ------------------ | -------- | -------- | -------- | ------ |
| SFC  | 1995     | 初版     | 515,311            | 不適用   | 不適用   | 515,311  | [ 35 ] |
| SS   | 1996     | 移植     | 78,993             | 不適用   | 不適用   | 78,993   | [ 36 ] |
| PS   | 1997     | 移植     | 13,963             | 16,940   | 不適用   | 30,903   | [ 35 ] |
| PSP  | 2010     | 復刻     | 273,492            | 不明     | 不明     | >273,492 | [ 35 ] |
| PSP  | 2011     | 終極精選 | 5,715              | 不適用   | 不適用   | 5,715    | [ 35 ] |
|      |          |          | 總銷售量: >904,414 |          |          |          |        |

## 外部連結
- 皇家騎士團 命運之輪官網 （页面存档备份，存于）
- 皇家騎士團2：重生官網 （页面存档备份，存于）
- 莫比游戏上的《Tactics Ogre》（英文）
- 莫比游戏上的《Tactics Ogre: Let Us Cling Together》（英文）